# Dominique Girard
Dominique Girard (* um 1680; † 1738 in München) war ein französischer Gartenarchitekt und Ingenieur. Er hatte maßgeblichen Anteil an der barocken Gestaltung der Schlossgärten Nymphenburg und Schleißheim bei München, dem Belvedere-Garten in Wien und dem Garten von Schloss Augustusburg in Brühl.

## Leben
Die Herkunft Girards ist, wie sein Geburtsdatum, unbekannt. Er war möglicherweise ein Kind des Architekten Jean Girard. Dominique Girard arbeitete wahrscheinlich zuerst in den Gärten von Saint-Cloud. Ab 1709 war er in Versailles tätig, wo er seine wassertechnischen und gartengestalterischen Kenntnisse erwarb.
Girard wurde 1715 vom französischen König Louis XIV als „cy-devant garçon fontainier“ dem bayerischen Kurfürsten Max Emanuel zur Verfügung gestellt. Auf diese Weise wurde Girard am 1. April 1715 Garteninspektor und maître fontainier („Fontänenmeister“) im Nymphenburger Schlosspark. Er arbeitete ab 1715 zusammen mit Matthias Diesel und François de Cuvilliés dem Älteren. Die Arbeiten in Schleißheim wurden 1727 abgeschlossen. Zwischen 1717 und 1722 beurlaubte ihn der bayerische Kurfürst, damit er an der Gestaltung des Belvedere-Gartens in Wien, gemeinsam mit Johann Lukas von Hildebrandt, mitwirken konnte. Er war dort in den Jahren 1717, 1719 und 1722 tätig. 1728/29 schuf er, wiederum zusammen mit Cuvillies, die Gärten von Schloss Augustusburg in Brühl. Eine seiner letzten Arbeiten war die Erneuerung der großen Kaskade in Nymphenburg (1731). Amtsnachfolger wurde sein Sohn Philipp, der ihm 1733 adjungiert worden war.

## Gartenkünstlerisches Werk
Zwar spezialisierte sich Girard auf die Konstruktion von kunstvollen Wasserspielen – er war zeitlebens ein begehrter fontainier –, er hatte jedoch auch planerisch maßgeblichen Einfluss.
In Nymphenburg legte er unter anderem die beiden Kanäle vor und hinter dem Schlossgebäude an.
Hervorzuheben sind seine Abänderungen des Planes von 1693 von Enrico Zuccalli für den Garten von Schleißheim (Girards Plan: 1717), die unter anderem die Muster für die Gestaltung des Gartenparterres betreffen. Im Belvedere-Garten schuf er wiederum die Wasserkünste, gestaltete aber auch Gartenpartien. Hier setzte er – abweichend vom klassischen französischen Stil – rasenbedeckte Böschungen anstelle von Futtermauern zur Überwindung von Höhenunterschieden ein. Im Garten von Schloss Augustusburg konnte Girard alle Erfahrungen seines bisherigen Schaffens zur vollen Entfaltung bringen.
Als Girards Hauptwerk gilt der Nymphenburger Schlosspark in seiner barocken Form und die Gestaltung des Gartenparterres im Schlosspark Schleißheim. In Schleißheim verwirklichte Girard alle drei Arten des Parterres (Broderie-, Blumen- und Rasenparterre) im Stil seines Lehrmeisters André Le Nôtre, um den Wünschen des Kurfürsten nach Prunk („bayerisches Versailles“) nachzukommen, obwohl sie schon nicht mehr der herrschenden Gartenmode entsprachen.
Zugeschrieben wird Girard oder seinem Mitarbeiter Moreau auch der Entwurf für die nach 1722 durchgeführte Umgestaltung der Gartenanlage des Plettenberger Hofs in der damaligen kurkölnischen Residenzstadt Bonn.